# Lista de conflitos envolvendo o Líbano
Esta é uma lista de guerras que o Líbano se envolveu desde a sua independência.
| Conflito                                     | Combatente 1                                                                                             | Combatente 2                                                                 | Resultado |
| -------------------------------------------- | --- | ---------------------------------------------------------------------------- | --- |
| Primeira Guerra Árabe-Israelense (1948–1949) | Egito · Iraque · Transjordânia · Síria · Líbano · Exército da Guerra Santa · Exército de Liberação Árabe | Israel                                                                       | Derrota - Invasão árabe de Israel repelida. - Acordos de armistício de 1949; Israel manteve a área destinada a ele pelo Plano de Partilha e capturou 50% do Estado árabe planejado. |
| Crise do Líbano de 1958 (1958)               | Líbano · Estados Unidos                                                                                  | Al-Mourabitoun PSP                                                           | vitória do governo - Formado governo de reconciliação. |
| Guerra dos Seis Dias (1967)                  | Egito · Síria · Jordânia · Iraque · Líbano                                                               | Israel                                                                       | Derrota (envolvimento limitado) - Israel captura a Faixa de Gaza, o Sinai, a Cisjordânia e as Colinas de Golã.                                                                      |
| Guerra Civil Libanesa (1975–1990)            | FL · Síria Milícia Tigres · Movimento Marada Israel · ESL Estados Unidos · França · Itália · Reino Unido | MNL · FNRL · Amal · PCL · PSNS · OLP Hezbollah · Al-Tawhid Síria · ELP · FAD | Acordo de Taif - Derrota da OLP e do MNL, acordo de paz entre outras milícias internas. - Ocupação síria do Líbano e ocupação israelense do sul do Líbano                           |
| Conflito no sul do Líbano (1985–2000)        | Hezbollah · Amal · Jammoul                                                                               | Israel · ESL                                                                 | Vitória do Hezbollah - Retirada israelense do Sul do Líbano. |
| Guerra de Julho (2006)                       | Hezbollah                                                                                                | Israel                                                                       | impasse - Forças Armadas Libanesas introduzida no sul do Líbano. |
| Rebelião do Fatah al-Islam (2007)            | Líbano                                                                                                   | Fatah al-Islam Jund al-Sham                                                  | Vitória - Derrota dos militantes. |
| Conflito no Líbano (2011–)                   | Líbano · Hezbollah                                                                                       | Frente al-Nusra Estado Islâmico                                              | em curso - Batalha de Arsal |